# Lamar (Nebraska)
Lamar é uma vila localizada no estado americano de Nebraska, no Condado de Chase.

## Demografia
Segundo o censo americano de 2000, a sua população era de 19 habitantes.
Em 2006, foi estimada uma população de 18, um decréscimo de 1 (-5.3%).

## Geografia
De acordo com o United States Census Bureau, a localidade tem uma área de 0,2 km², sem área coberta por água.

## Localidades na vizinhança
O diagrama seguinte representa as localidades num raio de 40 km ao redor de Lamar.